# Vildmarksdivan
Vildmarksdivan är en svensk TV-dokumentärserie från 2023 om den svenska operasångerskan Carina Henriksson, som är både same och tornedaling, och hur hon återupptäcker och utvecklar sitt kulturella och språkliga arv. Dokumentärserien, som utspelar sig på svenska och minoritetsspråken meänkieli, samiska och finska, sändes i tre delar i Sveriges Television och på SVT Play hösten 2023.
Berättelsen handlar om villkoren för att skapa och sprida kultur i glesbygd med emfas på Carina Henriksson i Kiruna kommun. Centralt fokus i serien ligger på de två större föreställningarna Ett norrländskt rekviem med musik av Fredrik Sixten och Poetissan från Aareavaara om den ökända Korpelarörelsen med musik av Fredrik Österling. Serien är framförallt inspelad i Norrbotten med Piteå och Studio Acusticum som utgångspunkter men även i Västernorrland, Jämtland, Södermanland, Stockholm och Godegård i Östergötland. Den är producerad av Freedom From Choice och Sveriges Television och skapad av filmaren Mattias Löw.